# Château de Vauban
Le château de Vauban, est une maison-forte du XIIe siècle, au hameau de Vauban sur la commune de Bazoches, en Morvan dans la province de Bourgogne.

## Historique
Ce château n'était au XIIe siècle qu'une simple maison-forte destinée à surveiller la route de Vézelay à Lormes. Au XIIIe siècle les deux fiefs de Champignolle Haut et Bas appartiennent à Jean de Saillenay. En 1284, l'un des deux fiefs est vendu à Jean de Bazoches. De 1403 à 1486, il revient à la Maison de Champignolle dont Guillaume de Champignolle est le seigneur.

## Seigneurs
- XIIe siècle : Sallenay ;
- XIIe siècle : Jean de Saillenay ;
- XIIIe siècle : Jean de Bazoches  (1284) ;
- XVe siècle : Maison de Champignolle de (1403 à 1486) (Guillaume de Champignolle). Le fief est saisi par la suite par Jean de Chastellux, pour devoir non fait ;
- 1533 : Charles de Champignolle, propriétaire du fief de Vauban ;
- 1548 : Emery Le Prestre, écuyer, châtelain de Bazoches, achète le fief de Vauban terre avec droits féodaux et seigneuriaux et prend en 1558 le nom de Le Prestre de Vauban, puis son fils ;
- vers 1570 : Jacques Le Prestre de Vauban, fils d'Emery, a deux enfants d'un premier mariage avec Charlotte Arnault, Paul Ie et Urbain. Ce dernier part s'installer à Saint-Léger-de-Fourcherest, il se marie avec Edmée Cormignolles qui lui donne deux enfants : Sébastien, né en 1633, et Charlotte, née en 1638. Jacques, d'un second mariage avec Françoise de La Perrière, a six enfants. Il laisse le domaine de Vauban à l'aîné du second mariage ;
- vers 1690 : Paul Ie Le Prestre de Vauban (mort en 1635, La Rathière près de Réthel), épouse par contrat de mariage du 3 novembre 1623 Urbaine de Roumires, veuve de Claude Claude d'Osnay, baron d'Epiry, père de Jeanne d'Osnay. Reçoit par ce contrat la Maison de Vauban et ses dépendances. En 1624, il avait  bâtit une chapelle en l'honneur de sainte Catherine, ainsi que l'atteste la plaque de plomb découverte dans les fondations en 1858, aujourd'hui détruite[1]. Il laisse deux fils, Paul qui suit, et Pierre[2] ;
- 1635 : Paul II de Vauban, seigneur de Vauban et de Champignolle[3]. Nommé par le roi, major de la citadelle de Lille. Il épouse, le 15 mai 1650, Anne Guesdin, fille de feu Charles Guesdin, écuyer, seigneur de La Montagne, dont il eut six enfants ;
- 1680-1684 : Antoine de Vauban, le puîné des enfants de Paul II, entra dans l'armée, fut nommé grand-croix de l'ordre royal et militaire de Saint-Louis, ingénieur général, il fut gouverneur de Béthune ;
- 1684-1707 : Sébastien Le Prestre de Vauban (1633-1707), achète à Antoine de Vauban, pour 4700 livres, la terre de Vauban qu'il ajoute à la terre de Bazoches, qu'il possède depuis 1675.

## Armoiries

Blason de la famille Le Prestre de Vauban.

« Dazur au chevron d'or, accompagné de trois trèfles et d'un croissant d'argent en chef », bâton de maréchal en sautoir, croix de l'ordre du Saint Esprit, couronne de marquis.

## Devises
- « Bellicae virtutis praemium » (« Les faits d'armes sont la récompense du courage »)

## Terriers, dépendances, revenus
- Champignolle-Dessus ou du Haut en 1525, ce fief est séparé en deux parties la nouvelle devient la terre de Vauban ;
- Champignolle-Dessous ou du Bas ;
- Fief d'Epiry par héritage de Jeanne d'Osnay ou d'Aunay.